# Cocos
Cocos é um município brasileiro do interior do estado da Bahia. Está localizado na região de Santa Maria da Vitória em Barreiras. Situado no extremo oeste do estado, o município dista 337 km de Barreiras que é a maior e principal cidade da região.

## História
Deu início o arraial de Cocos, nos meados do ano de 1712, que segundo informações, os habitantes primitivos deste território, eram os índios caiapós, que tinham aldeia localizada nas proximidades de Carinhanha, onde o arraial era subordinado, dominando toda a vasta extensão da serra do ramalho. Anos depois, chegou ali, o famoso bandeirante Manuel Nunes Viana, conhecido naquela época como homem civilizado, dando então, o início de construção das primeiras casinhas de taipa, algumas cobertas de plantas secas ou palhas de coqueiro e outras de telhas de barro, cujos moradores procediam de diversos lugares. Com a elevação do arraial de Rio Alegre, hoje Coribe, em 28 de agosto de 1923, à categoria de vila, ficou o arraial de Cocos pertencendo à vila de Rio Alegre, que funcionou como município durante oito anos, tendo como Intendentes durante esse período, os Senhores Jonas de Castro Lessa e José de Araújo Castro. Decorridos alguns anos, o município de Rio Alegre foi supresso, passando a vila de Rio Alegre a pertencer ao município de Santa Maria da Vitória e o arraial de Cocos, a pertencer ao município de Carinhanha. Com o passar dos anos, o arraial de Cocos foi se desenvolvendo, passando a categoria de Vila no mês de junho de 1931.
A denominação do arraial de Cocos originou-se em decorrência de uma Senhora de idade avançada que residia às margens do rio Itaguarí, que habitualmente vendia cocos e onde também os feirantes se hospedavam e entre eles assim se expressavam, vamos hospedar na casa da velha que vende cocos, tornando-se, desse modo, vulgarmente conhecido o arraial, isso aconteceu em vista da grande quantidade de coco babaçu existente naquela região.
Até 13 de agosto de 1958, o Distrito de Cocos pertencia ao município de Carinhanha, porém, com a Lei Estadual nº 1 025 de 14 de agosto de 1958, publicada no Diário Oficial do Estado da Bahia do dia 15 de agosto de 1958, o Distrito de Cocos foi emancipado, cuja instalação ocorreu solenemente em 7 de abril de 1959, pelo Fidelis Carvalho do Bonfim, DD Juiz de Direito da Comarca de Bom Jesus da Lapa, tendo sido nesta data instalada também a Câmara de Vereadores, que em seguida empossou o primeiro Prefeito Alípio José de Moura.
- Fundação: 14 de agosto de 1958 (66 anos).[6]